# Lockhartia
Lockhartia – rodzaj roślin z rodziny storczykowatych (Orchidaceae). Obejmuje 33 gatunki występujące w Ameryce Środkowej i Południowej w takich krajach jak: Belize, Boliwia, Brazylia, Kolumbia, Kostaryka, Ekwador, Gujana, Gujana Francuska, Honduras, Meksyk, Nikaragua, Panama, Peru, Surinam, Trynidad i Tobago, Wenezuela.

## Systematyka
Rodzaj sklasyfikowany do podplemienia Oncidiinae w plemieniu Cymbidieae, podrodzina epidendronowe (Epidendroideae), rodzina storczykowate (Orchidaceae), rząd szparagowce (Asparagales) w obrębie roślin jednoliściennych.
Wykaz gatunków
- Lockhartia acuta (Lindl.) Rchb.f.
- Lockhartia amoena Endrés & Rchb.f.
- Lockhartia bennettii Dodson
- Lockhartia chocoensis Kraenzl.
- Lockhartia compacta M.A.Blanco & R.Vásquez
- Lockhartia dipleura Schltr.
- Lockhartia endresiana M.A.Blanco
- Lockhartia galeottiana Soto Arenas
- Lockhartia genegeorgei D.E.Benn. & Christenson
- Lockhartia goyazensis Rchb.f.
- Lockhartia grandibractea Kraenzl.
- Lockhartia hercodonta Rchb.f. ex Kraenzl.
- Lockhartia imbricata (Lam.) Hoehne
- Lockhartia ivainae M.F.F.Silva & A.T.Oliveira
- Lockhartia latilabris C.Schweinf.
- Lockhartia lepticaula D.E.Benn. & Christenson
- Lockhartia longifolia (Lindl.) Schltr.
- Lockhartia ludibunda Rchb.f.
- Lockhartia lunifera (Lindl.) Rchb.f.
- Lockhartia micrantha Rchb.f.
- Lockhartia niesseniae Kolan. & O.Pérez
- Lockhartia oblongicallosa Carnevali & G.A.Romero
- Lockhartia obtusata L.O.Williams
- Lockhartia odontochila Kraenzl.
- Lockhartia oerstedii Rchb.f.
- Lockhartia parthenocomos (Rchb.f.) Rchb.f.
- Lockhartia parthenoglossa Rchb.f.
- Lockhartia rugosifolia M.A.Blanco
- Lockhartia schunkei D.E.Benn. & Christenson
- Lockhartia serra Rchb.f.
- Lockhartia tenuiflora M.A.Blanco
- Lockhartia tuberculata D.E.Benn. & Christenson
- Lockhartia viruensis E.M.Pessoa & M.Alves